# マイケル・ドゥーハン
マイケル・シドニー・"ミック"・ドゥーハン（Michael Sydney "Mick" Doohan, 1965年6月4日 - ）は、オーストラリア・クイーンズランド州・ブリスベン出身のオートバイレーサー。1992年シーズンからはエントリーネームをマイケル・ドゥーハンからミック・ドゥーハンに変更している。1994年から1998年までロードレース世界選手権500cc5年連続チャンピオンを獲得した絶対王者。姓は「ドーハン」と表記（呼称）される場合もある。兄スコットもオートバイレーサーであり、息子のジャックは四輪のレーシングドライバーに就き、フォーミュラレースに参戦している。

## 略歴
1987年、スポーツランドSUGOで開催されたTT-F1世界選手権日本ラウンドにヤマハ系のプライベートチーム「YSP目白」から出場、この時点でほぼ無名だったが、この国際格式レースで3位入賞し注目を集める。1988年スーパーバイク世界選手権日本大会第2レースで優勝。ヤマハからワークスマシンYZF750に乗るチャンスを与えられ、TBCビッグロードレースやスーパースプリント'88で優勝と好成績を残す。ちなみに日本ではこの年まで「マイケル・ドーハン」と呼ばれることが多かった。1989年、同郷の先輩ワイン・ガードナーのチームメイトとしてロスマンズ・ホンダチームに加入し、ロードレース世界選手権500ccクラスに本格参戦を始める。1990年に500cc初優勝、1991年にはヤマハのウェイン・レイニーとチャンピオン争いを繰り広げる（最終的にランキング2位）など徐々に頭角を現し、ホンダの新エースとしてチャンピオン候補と目されるようになる。
1992年シーズン、ホンダはNSR500に不等間隔位相同爆方式のニューエンジン(通称ビッグバン・エンジン)を搭載し、エースライダーとなったドゥーハンに託した。このニューマシンを駆るドゥーハンは開幕4連勝を記録し、第7戦ドイツGPでも勝利するなど、シーズン半ばにしてポイントを大きくリードした。しかし第8戦オランダGPでの予選走行中に転倒を喫し、右足に一時切断も検討されたほどの重傷を負い（転倒による傷ではなく、治療時に菌で悪化したとも言われる）、以降の4戦を欠場。この間にポイント差をレイニーに猛追されたドゥーハンは、第12戦のブラジルGPと最終戦南アフリカGPに強行出場するも、結果は4位。このレースで2位に入ったレイニーに土壇場で逆転され、3ポイント差で王座を逃した。翌1993年も後遺症に苦しんだが辛抱強く戦い続け、イタリアGPで復帰後初優勝を挙げる。
シーズンオフに右足の再手術を受けて臨んだ1994年は右足も癒え、自ら開発と熟成に尽力したNSR500に乗るドゥーハンは他を寄せ付けないパフォーマンスを発揮した。デビュー6シーズン目にして念願のワールドチャンピオンを獲得した。以降、岡田忠之、アレックス・クリビーレらチームメイトの挑戦を退け、1998年までタイトル5連覇を成し遂げた。この5年間は、全ての年で5割を超える勝率を記録し、特に1997年は15戦中12勝の年間最多勝記録をマークした。

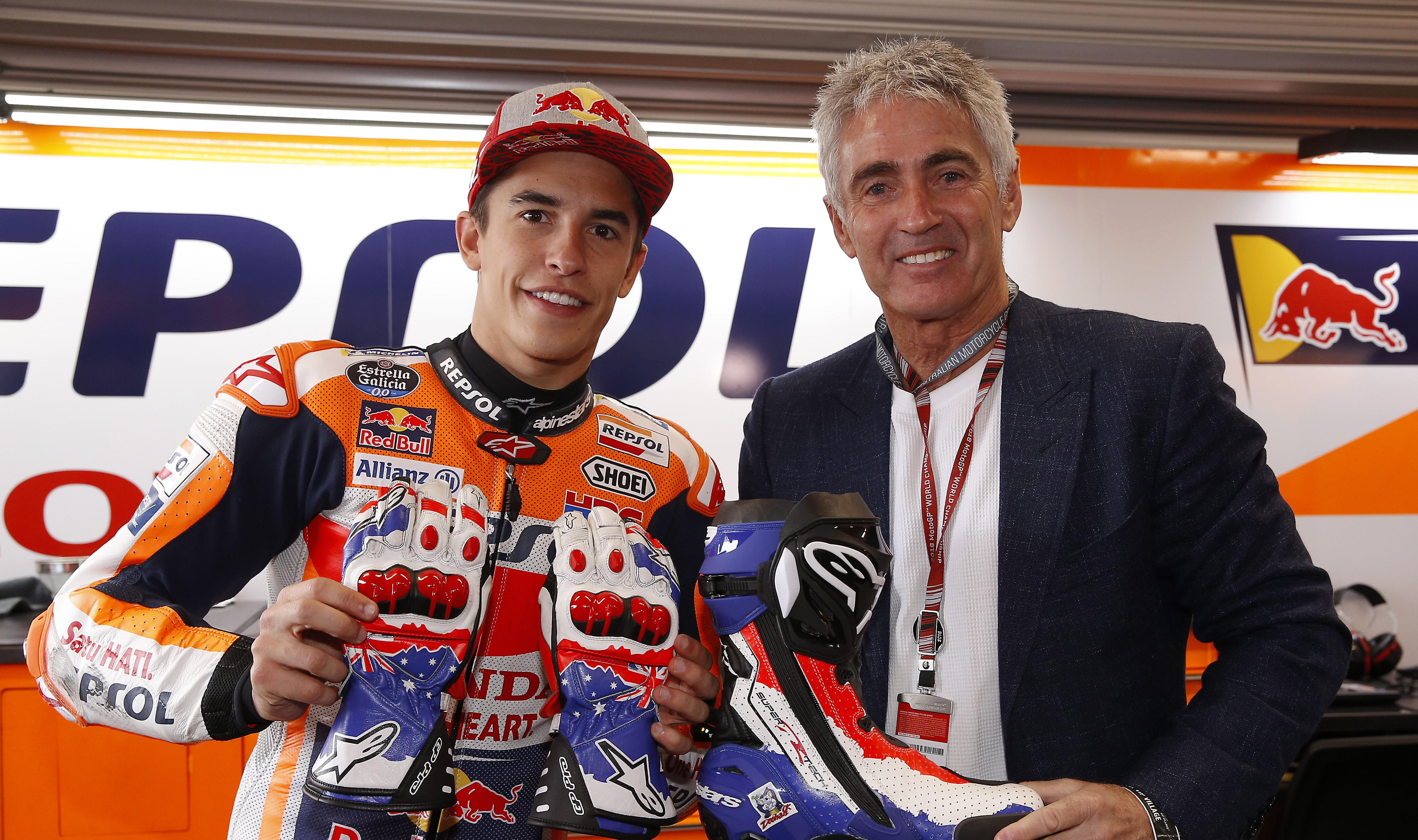
近年のドゥーハン(右)、マルク・マルケス(左)とツーショット（2018年）

しかし、タイトル6連覇のかかる1999年シーズン、第3戦スペインGP（ヘレス）の予選走行中に高速の左コーナーで激しく転倒し、右鎖骨、左手首、右膝を骨折する大怪我を負い、残る全てのレースをキャンセル。その後も翌シーズンからの復帰を目指したが、体の状態は事故前までには回復せず、2000年シーズン開幕を前に引退を表明した。引退後はホンダ・レーシングのGPアドバイザーなどを務め、バレンティーノ・ロッシ、加藤大治郎らをサポートした。

## スタイル

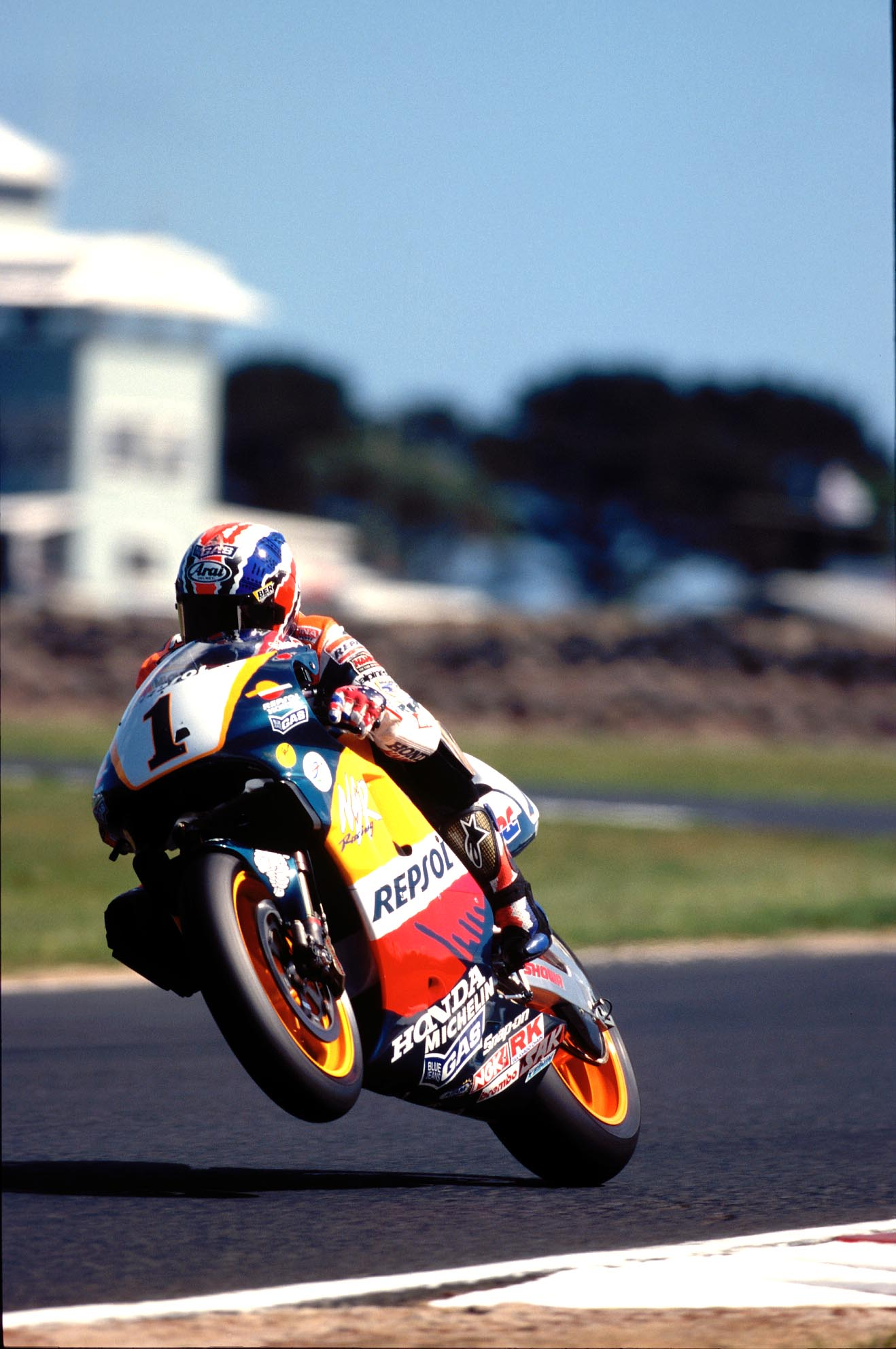
5連覇を達成した1998年

ドゥーハンのライディングの美点は滑らかなスロットルコントロールといわれる。従来のエンジンよりも出力特性が滑らかなビッグバン・エンジンは、ドゥーハンの意見を取り入れて開発されたものだったが、ドゥーハンは常勝時代（1997年以降）をよりピーキーなスクリーマー・エンジンを選択して戦った。また、右コーナーと左コーナーで大きくハングオフの姿勢が違うことでも知られている。
94年以降テストライダーだった辻本聡によると、ショーワ製のフロントフォークをオーリンズにしてくれと言っていたという。
1992年オランダGPで負った負傷は、手術後の経過不良により一時は右足切断も危ぶまれるほどだったという。復帰後も後遺症として、日常では右足を引き摺り気味にしていた。また、通常のバイクでは右ペダルにあるリアブレーキを操作できなくなったため、特別に左ハンドルに親指で操作するレバー式のブレーキが付けられていた。右足はリハビリの成果でブレーキペダルを踏めるまでに回復したが、その後もレバー式リアブレーキを好んで使用し続けた。レバー式リアブレーキはドゥーハンの引退後は一時廃れるものの、2016年以降MotoGPで再導入され、以後ほとんどのライダーが使用する装備となっている。

## 主な戦績

### ロードレース世界選手権
- 凡例
- ボールド体のレースはポールポジション、イタリック体のレースはファステストラップを記録。

| 年   | クラス | チーム             | マシン | 1       | 2     | 3     | 4       | 5       | 6       | 7     | 8       | 9       | 10      | 11      | 12     | 13      | 14      | 15      | 16    | ポイント | 順位 | 勝利数 |
| ---- | ------ | ------------------ | ------ | ------- | ----- | ----- | ------- | ------- | ------- | ----- | ------- | ------- | ------- | ------- | ------ | ------- | ------- | ------- | ----- | -------- | ---- | ------ |
| 1989 | 500cc  | ロスマンズ・ホンダ | NSR500 | JPN DNF | AUS 8 | USA 8 | SPA DNF | ITA DNF | GER 3   | AUT 8 | YUG 6   | NED 9   | BEL 8   | FRA 8   | GBR -  | SWE -   | CZE -   | BRA 4   |       | 81       | 9位  | 0      |
| 1990 | 500cc  | ロスマンズ・ホンダ | NSR500 | JPN NC  | USA 2 | SPA 4 | ITA 3   | GER DNF | AUT 3   | YUG 4 | NED 4   | BEL 6   | FRA 4   | GBR 4   | SWE 4  | CZE 9   | HUN 1   | AUS 2   |       | 179      | 3位  | 1      |
| 1991 | 500cc  | ロスマンズ・ホンダ | NSR500 | JPN 2   | AUS 2 | USA 2 | SPA 1   | ITA 1   | GER 3   | AUT 1 | EUR 2   | NED DNF | FRA 2   | GBR 3   | RSM 3  | CZE 2   | VDM 2   | MAL 3   |       | 224      | 2位  | 3      |
| 1992 | 500cc  | ロスマンズ・ホンダ | NSR500 | JPN 1   | AUS 1 | MAL 1 | SPA 1   | ITA 2   | EUR 2   | GER 1 | NED DNS | HUN INJ | FRA INJ | GBR INJ | BRA 12 | RSA 6   |         |         |       | 136      | 2位  | 5      |
| 1993 | 500cc  | ロスマンズ・ホンダ | NSR500 | AUS DNF | MAL 4 | JPN 7 | SPA 4   | AUT 2   | GER DNF | NED 2 | EUR 2   | RSM 1   | GBR DNF | CZE 3   | ITA 2  | USA DNF | FIM INJ |         |       | 156      | 4位  | 1      |
| 1994 | 500cc  | HRC ホンダ         | NSR500 | AUS 3   | MAL 1 | JPN 2 | SPA 1   | AUT 1   | GER 1   | NED 1 | ITA 1   | FRA 1   | GBR 2   | CZE 1   | USA 3  | ARG 1   | EUR 2   |         |       | 317      | 1位  | 9      |
| 1995 | 500cc  | レプソル・ホンダ   | NSR500 | AUS 1   | MAL 1 | JPN 2 | SPA DNF | GER DNF | ITA 1   | NED 1 | FRA 1   | GBR 1   | CZE 2   | BRA 2   | ARG 1  | EUR 4   |         |         |       | 248      | 1位  | 7      |
| 1996 | 500cc  | レプソル・ホンダ   | NSR500 | MAL 5   | INA 1 | JPN 6 | SPA 1   | ITA 1   | FRA 1   | NED 1 | GER 2   | GBR 1   | AUT 2   | CZE 2   | IMO 1  | CAT 2   | BRA 1   | AUS 8   |       | 309      | 1位  | 8      |
| 1997 | 500cc  | レプソル・ホンダ   | NSR500 | MAL 1   | JPN 1 | SPA 2 | ITA 1   | AUT 1   | FRA 1   | NED 1 | IMO 1   | GER 1   | BRA 1   | GBR 1   | CZE 1  | CAT 1   | INA 2   | AUS DNF |       | 340      | 1位  | 12     |
| 1998 | 500cc  | レプソル・ホンダ   | NSR500 | JPN DNF | MAL 1 | SPA 2 | ITA 1   | FRA 2   | MAD DNF | NED 1 | GBR 2   | GER 1   | CZE DNF | IMO 1   | CAT 1  | AUS 1   | ARG 1   |         |       | 260      | 1位  | 8      |
| 1999 | 500cc  | レプソル・ホンダ   | NSR500 | MAL 4   | JPN 2 | SPA - | FRA -   | ITA -   | CAT -   | NED - | GBR -   | GER -   | CZE -   | IMO -   | VAL -  | AUS -   | RSA -   | BRA -   | ARG - | 33       | 17位 | 0      |

### 鈴鹿8時間耐久レース
| 年   | 車番 | ペアライダー       | チーム                     | マシン         | 予選順位 | 決勝順位 | 周回数 |
| ---- | ---- | ------------------ | -------------------------- | -------------- | -------- | -------- | ------ |
| 1987 | 25   | ロドニー・コックス | ネスカフェ・アメリカーナRT | ヤマハ・FZR750 | 38       | Ret      | 70     |
| 1988 | 21   | 平忠彦             | 資生堂TECH21レーシング     | ヤマハ・YZF750 | 6        | 9        | 196    |
| 1989 | 11   | ワイン・ガードナー | チームHRC                  | ホンダ・RVF750 | 1        | Ret      | 126    |
| 1990 | 11   | ワイン・ガードナー | OKIホンダRT                | ホンダ・RVF750 | 1        | Ret      | 101    |
| 1991 | 11   | ワイン・ガードナー | OKIホンダRT                | ホンダ・RVF750 | 1        | 1        | 192    |
| 1993 | 11   | ダリル・ビーティー | チームHRC                  | ホンダ・RVF750 | 1        | 4        | 206    |